# Калиева, Джамиля Рахметовна
Джамиля Рахметовна Калиева (1 сентября 1934 год, село Хошеутово — 12 декабря 2006 год, там же) — старший чабан колхоза «Заря коммунизма» Харабалинского района Астраханской области. Герой Социалистического Труда (1966).
Родилась в 1934 году в крестьянской семье в селе Хошеутово. С 1951 года — табунщица колхоза «Заря коммунизма» Харабалинского района. С 1954 по 1990 год возглавляла бригаду чабанов в том же колхозе.
Указом Президиума Верховного Совета СССР от 22 марта 1966 года удостоена звания Героя Социалистического Труда с вручением ордена Ленина и золотой медали «Серп и Молот».
Участвовала в III Всесоюзном съезде колхозников в Москве.
После выхода в 1990 году на пенсию проживала в родном селе. Погибла в 2006 году во время пожара в собственном доме.
Память
Именем Джамили Калиевой названа одна из улиц в селе Хошеутово.